# Packera neomexicana

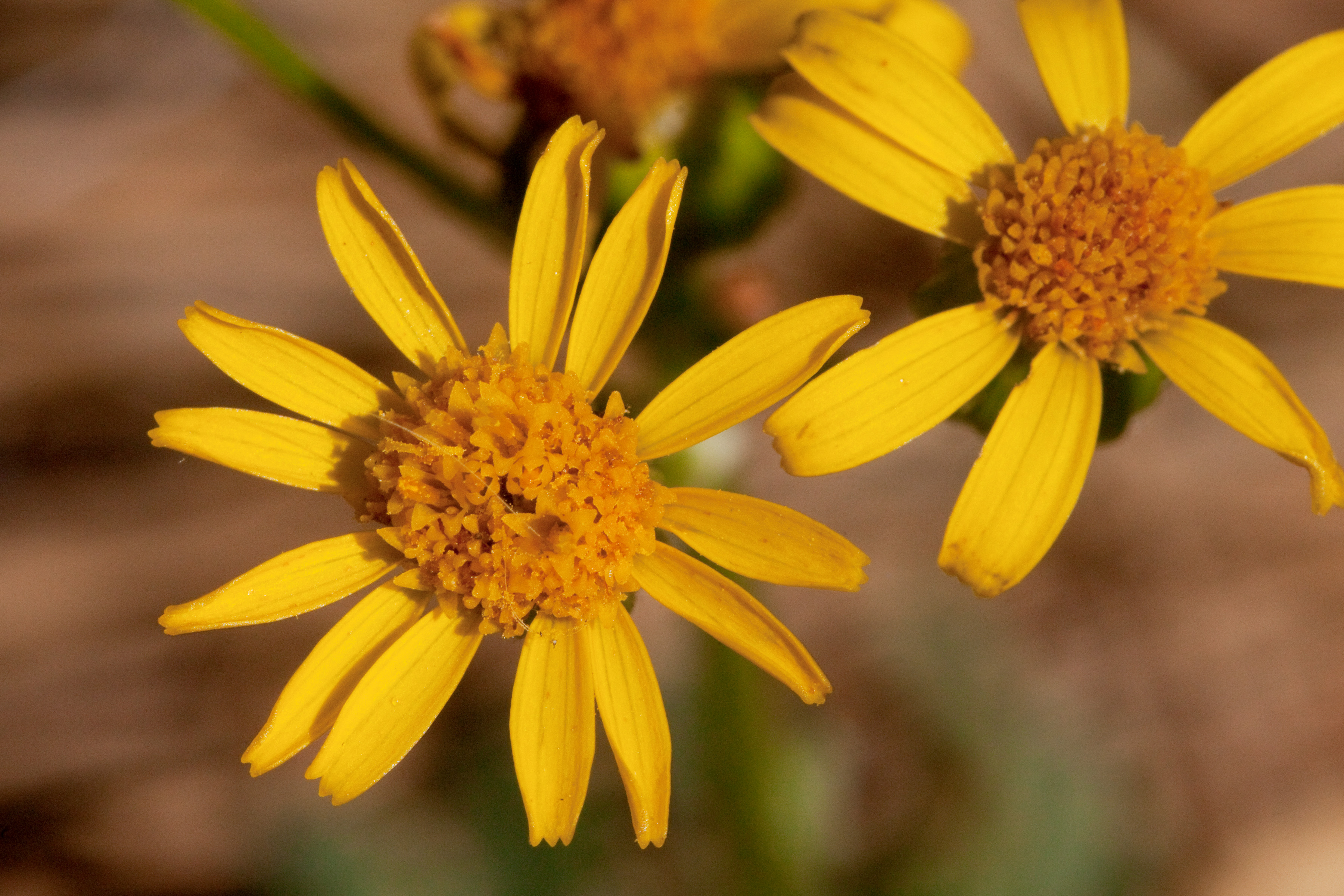

Packera neomexicana là một loài thực vật có hoa trong họ Cúc. Loài này được (A.Gray) W.A.Weber & Á.Löve mô tả khoa học đầu tiên năm 1981.